# Військово-морські сили США

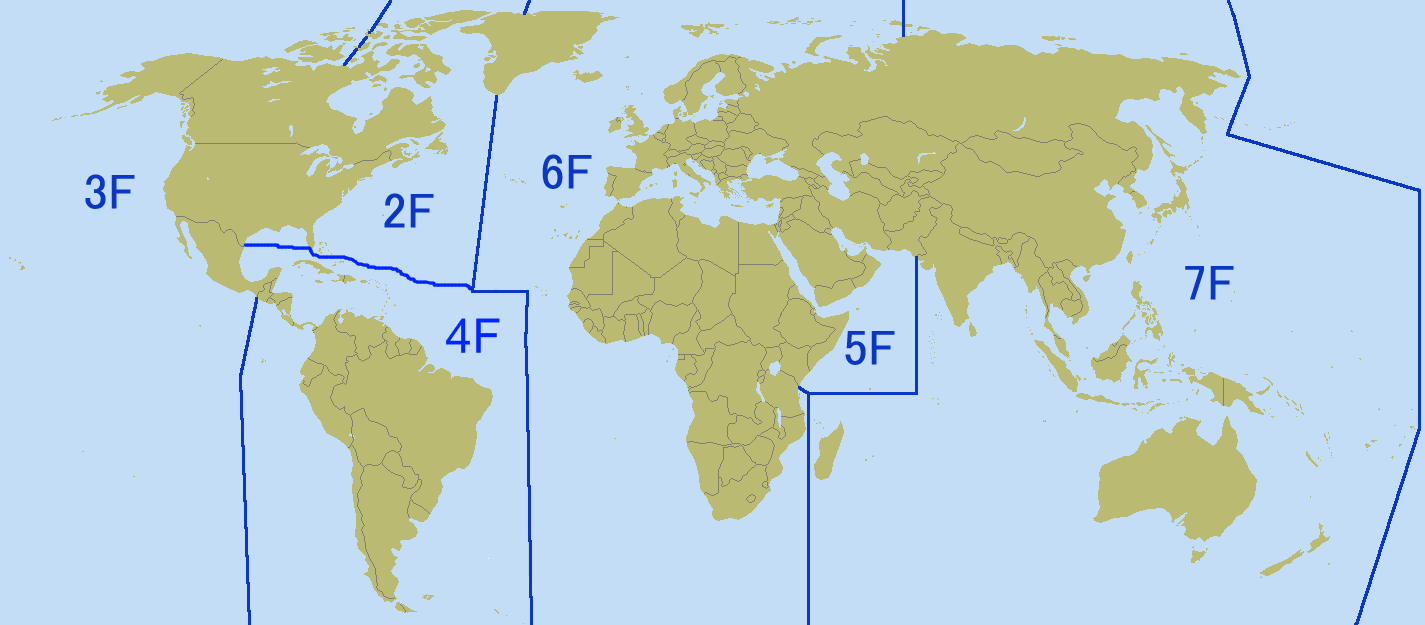
Зони відповідальності ВМС США

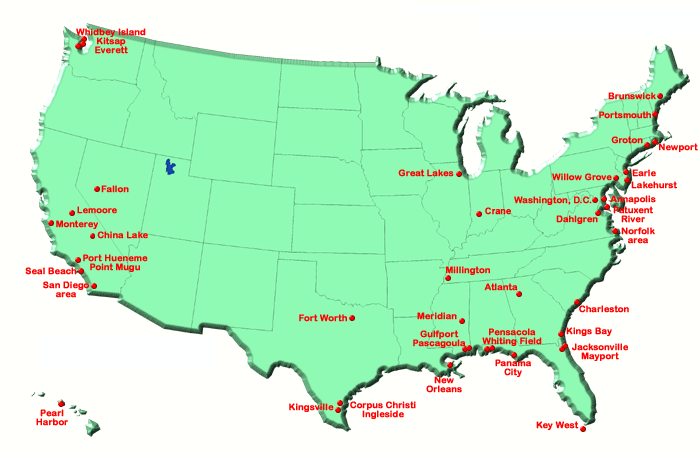
Військові бази ВМС США

Військо́во-морські́ си́ли США (англ. United States Navy (USN)) — один з п'яти видів збройних сил США. Начальник штабу ВМС підпорядкований міністру ВМС і є членом Об'єднаного комітету начальників штабів.
Основні складові ВМС США — Тихоокеанський флот, Атлантичний флот, Військово-морські сили у Європі, Командування військово-морських перевезень.
В оперативному плані ВМС США підрозділяються на сім флотів: Другий, Третій, Четвертий, П'ятий, Шостий, Сьомий і Десятий.

В різний час до складу ВМФ США входили також Перший, Восьмий, Дев'ятий, Одинадцятий і Дванадцятий флоти, а також Азійський флот США.
Військово-морські сили США ведуть свою історію від вересня 1775, коли Джордж Вашингтон віддав наказ семи шхунам і бригантинам переслідувати англійські судна, які слідували у Канаду. Департамент флоту було створено у квітні 1798.
Сьогодні Військово-морські сили США — дуже важливий фактор військової міці США, чинник глобальної і регіональної політичної стабільності.
Військово-морські сили США нараховують 332 тис. осіб, мають 125 тис. резервістів. Військово-морські сили США оперують 280 кораблями, 3700 літаками та гелікоптерами (станом на 22 липня 2008 р.).

## Бойові кораблі США
Список по статусу
- знищений/потоплений тощо
- не працює/на пенсії
- на дійсній службі
- скасовано до завершення
- у розробці
- на замовлення

| Бортовий номер корабля           | Фото       | Назва                              | Тип                               | Країна/Побудовано | Рік введення в експлуатацію (Збудовано) | Рік введення в експлуатацію для ВМС США | Статус                                                              | Примітки |
| Авіаносець                       | Авіаносець | Авіаносець                         | Авіаносець                        | Авіаносець        | Авіаносець                              | Авіаносець                              | Авіаносець                                                          | Авіаносець |
| -------------------------------- | ---------- | ---------------------------------- | --------------------------------- | ----------------- | --------------------------------------- | --------------------------------------- | ------------------------------------------------------------------- | --- |
| CV-1                             |            | USS Langley (CV-1)                 | Експериментальний авіаносець      | США               | 1912                                    | 1922                                    | не працює                                                           | Перетворений на експериментальне судно, потоплений у 1942 році. |
| CV-2                             |            | USS Lexington (CV-2)               | Авіаносці типу «Лексінгтон»       | США               | 1925                                    | 1927                                    | знищений                                                            | Потоплений під час битви у Кораловому морі. |
| CV-3                             |            | USS Saratoga (CV-3)                | Авіаносці типу «Лексінгтон»       | США               | 1925                                    | 1927                                    | не працює                                                           | Потоплений під час ядерних випробувань. |
| CV-4                             |            | USS Ranger (CV-4)                  | Авіаносці типу «Рейнджер»         | США               | 1933                                    | 1934                                    | не працює                                                           | Перший спеціально спроєктований авіаносець, знятий з експлуатації. |
| CV-5                             |            | USS Yorktown (CV-5)                | Авіаносці типу «Йорктаун»         | США               | 1936                                    | 1937                                    | знищений                                                            | Потоплений у битві за Мідвей. |
| CV-6                             |            | USS Enterprise (CV-6)              | Авіаносці типу «Йорктаун»         | США               | 1936                                    | 1938                                    | не працює                                                           | Герой Другої світової війни, знятий з експлуатації. |
| CV-7                             |            | USS Wasp (CV-7)                    | Авіаносці типу «Уосп»             | США               | 1939                                    | 1940                                    | знищений                                                            | Потоплений у 1942 році. |
| CV-8                             |            | USS Hornet (CV-8)                  | Авіаносці типу «Йорктаун»         | США               | 1939                                    | 1941                                    | знищений                                                            | Потоплений у битві за Санта-Крус у 1942 році. |
| CV-9                             |            | USS Essex (CV-9)                   | Авіаносці типу «Ессекс»           | США               | 1941                                    | 1942                                    | не працює                                                           | Знятий з експлуатації після Другої світової війни. |
| CV-10                            |            | USS Yorktown (CV-10)               | Авіаносці типу «Ессекс»           | США               | 1941                                    | 1943                                    | не працює                                                           | Служив під час Другої світової війни, знятий з експлуатації. |
| CV-11                            |            | USS Intrepid (CV-11)               | Авіаносці типу «Ессекс»           | США               | 1941                                    | 1943                                    | на дійсній службі                                                   | Перетворений на музей у Нью-Йорку. |
| CV-12                            |            | USS Hornet (CV-12)                 | Авіаносці типу «Ессекс»           | США               | 1942                                    | 1943                                    | не працює                                                           | Знятий з експлуатації, тепер музей у Каліфорнії. |
| CV-13                            |            | USS Franklin (CV-13)               | Авіаносці типу «Ессекс»           | США               | 1942                                    | 1944                                    | не працює                                                           | Тяжко пошкоджений у 1945 році, знятий з експлуатації. |
| CV-14                            |            | USS Ticonderoga (CV-14)            | Авіаносці типу «Ессекс»           | США               | 1943                                    | 1944                                    | не працює                                                           | Знятий з експлуатації після завершення служби. |
| CV-15                            |            | USS Randolph (CV-15)               | Авіаносці типу «Ессекс»           | США               | 1943                                    | 1944                                    | не працює                                                           | Знятий з експлуатації після завершення служби. |
| CV-16                            |            | USS Lexington (CV-16)              | Авіаносці типу «Ессекс»           | США               | 1943                                    | 1943                                    | на дійсній службі                                                   | Нині музейний корабель у Техасі. |
| CV-17                            |            | USS Bunker Hill (CV-17)            | Авіаносці типу «Ессекс»           | США               | 1943                                    | 1943                                    | не працює                                                           | Зазнав серйозних пошкоджень під час війни, знятий з експлуатації. |
| CV-18                            |            | USS Wasp (CV-18)                   | Авіаносці типу «Ессекс»           | США               | 1943                                    | 1943                                    | не працює                                                           | Використовувався під час Другої світової війни, знятий з експлуатації. |
| CV-19                            |            | USS Hancock (CV-19)                | Авіаносці типу «Ессекс»           | США               | 1944                                    | 1944                                    | не працює                                                           | Служив у Другій світовій та Холодній війнах, знятий з експлуатації. |
| CV-20                            |            | USS Bennington (CV-20)             | Авіаносці типу «Ессекс»           | США               | 1944                                    | 1944                                    | не працює                                                           | Використовувався під час Холодної війни, знятий з експлуатації. |
| CV-21                            |            | USS Boxer (CV-21)                  | Авіаносці типу «Ессекс»           | США               | 1944                                    | 1945                                    | не працює                                                           | Знятий з експлуатації після служби. |
| CV-22                            |            | USS Independence (CVL-22)          | Авіаносці типу «Індепенденс»      | США               | 1942                                    | 1943                                    | не працює                                                           | Знятий з експлуатації після завершення служби. |
| CV-23                            |            | USS Princeton (CVL-23)             | Авіаносці типу «Індепенденс»      | США               | 1942                                    | 1943                                    | знищений                                                            | Потоплений під час битви у затоці Лейте в 1944 році. |
| CV-31                            |            | USS Bon Homme Richard (CV-31)      | Авіаносці типу «Ессекс»           | США               | 1944                                    | 1944                                    | не працює                                                           | Служив у Другій світовій війні та Корейській війні, знятий з експлуатації. |
| CV-32                            |            | USS Leyte (CV-32)                  | Авіаносці типу «Ессекс»           | США               | 1945                                    | 1946                                    | не працює                                                           | Служив під час Холодної війни, знятий з експлуатації. |
| CV-33                            |            | USS Kearsarge (CV-33)              | Авіаносці типу «Ессекс»           | США               | 1945                                    | 1946                                    | не працює                                                           | Знятий з експлуатації після тривалої служби. |
| CV-34                            |            | USS Oriskany (CV-34)               | Авіаносці типу «Ессекс»           | США               | 1945                                    | 1950                                    | не працює                                                           | Перетворений на штучний риф у 2006 році. |
| CV-35                            |            | USS Reprisal (CV-35)               | Авіаносці типу «Ессекс»           | США               | Скасовано                               | Скасовано                               | скасовано                                                           | Будівництво припинено після Другої світової війни. |
| CV-36                            |            | USS Antietam (CV-36)               | Авіаносці типу «Ессекс»           | США               | 1944                                    | 1945                                    | не працює                                                           | Знятий з експлуатації після Холодної війни. |
| CV-37                            |            | USS Princeton (CV-37)              | Авіаносці типу «Ессекс»           | США               | 1945                                    | 1946                                    | не працює                                                           | Служив під час Корейської війни, знятий з експлуатації. |
| CV-38                            |            | USS Shangri-La (CV-38)             | Авіаносці типу «Ессекс»           | США               | 1944                                    | 1944                                    | не працює                                                           | Служив під час Другої світової війни, знятий з експлуатації. |
| CV-39                            |            | USS Lake Champlain (CV-39)         | Авіаносці типу «Ессекс»           | США               | 1944                                    | 1945                                    | не працює                                                           | Брав участь у ранніх космічних місіях, знятий з експлуатації. |
| CV-40                            |            | USS Tarawa (CV-40)                 | Авіаносці типу «Ессекс»           | США               | 1944                                    | 1945                                    | не працює                                                           | Знятий з експлуатації після тривалої служби. |
| CVB-41                           |            | USS Midway (CVB-41)                | Авіаносці типу «Мідвей»           | США               | 1945                                    | 1945                                    | не працює                                                           | Нині музей у Сан-Дієго, Каліфорнія. |
| CVB-42                           |            | USS Franklin D. Roosevelt (CVB-42) | Авіаносці типу «Мідвей»           | США               | 1945                                    | 1945                                    | не працює                                                           | Знятий з експлуатації після завершення служби. |
| CVB-43                           |            | USS Coral Sea (CVB-43)             | Авіаносці типу «Мідвей»           | США               | 1946                                    | 1947                                    | не працює                                                           | Знятий з експлуатації після завершення служби. |
| CVB-43                           |            | USS Coral Sea (CVB-43)             | Авіаносці типу «Мідвей»           | США               | 1946                                    | 1947                                    | не працює                                                           | Знятий з експлуатації після завершення служби. |
| CV-44                            |            | USS CV-44                          | —                                 | США               | —                                       | —                                       | скасовано                                                           | Будівництво скасовано в 1945 році. |
| CV-45                            |            | USS Valley Forge (CV-45)           | Авіаносці типу «Ессекс»           | США               | 1946                                    | 1946                                    | не працює                                                           | Виведений з експлуатації в 1970 році. |
| CV-46                            |            | USS Iwo Jima (CV-46)               | Авіаносці типу «Ессекс»           | США               | —                                       | —                                       | скасовано                                                           | Скасовано після завершення Другої світової війни. |
| CVL-47                           |            | USS Philippine Sea (CV-47)         | Авіаносці типу «Сайпан»           | США               | 1 вересня 1945 року                     | 9 лютого 1947 року                      | не працює                                                           | 1 грудня 1969 року «Філіппін Сі» був виключений зі списків флоту та проданий на злам. |
| CVL-48                           |            | USS Saipan (CVL-48)                | Авіаносці типу «Сайпан»           | США               | 8 липня 1945 року                       | 14 липня 1946 року                      | не працює                                                           | 27 травня 1970 року виведений у резерв. 1 грудня 1977 року виключений зі списків флоту та зданий на злам у 1980 році.                                                                        |
| CVA-49                           |            | USS CV-49                          |                                   | США               | —                                       | —                                       | скасовано                                                           | Закладений, але скасований. |
| CV-50                            |            | USS CV-50                          | —                                 | США               | —                                       | —                                       | скасовано                                                           | Скасовано до початку будівництва. |
| CV-51                            |            | USS CV-51                          | —                                 | США               | —                                       | —                                       | скасовано                                                           | Скасовано на стадії планування. |
| CV-52                            |            | USS CV-52                          | —                                 | США               | —                                       | —                                       | скасовано                                                           | Будівництво не розпочато. |
| CV-53                            |            | USS CV-53                          | —                                 | США               | —                                       | —                                       | скасовано                                                           | Не реалізовано. |
| CV-54                            |            | USS CV-54                          | —                                 | США               | —                                       | —                                       | скасовано                                                           | Скасовано після війни. |
| CV-55                            |            | USS CV-55                          | —                                 | США               | —                                       | —                                       | скасовано                                                           | Не побудовано. |
| CV-56                            |            | USS CV-56                          | —                                 | США               | —                                       | —                                       | скасовано                                                           | Скасовано на етапі проекту. |
| CV-57                            |            | USS CV-57                          | —                                 | США               | —                                       | —                                       | скасовано                                                           | Скасовано до початку робіт. |
| CVA-58                           |            | USS United States (CVA-49)         | Авіаносці типу «Юнайтед Стейтс»   | США               | 1949                                    | —                                       | скасовано до завершення                                             | Закладено 18 квітня 1949 року, але скасовано через 5 днів. Планувався як перший авіаносець, здатний нести важкі атомні бомбардувальники. Скасування призвело до «бунту адміралів» у ВМС США. |
| CV-59                            |            | USS Forrestal (CV-59)              | Авіаносці типу «Форрестол»        | США               | 1954                                    | 1955                                    | не працює                                                           | Перший надвеликий авіаносець після Другої світової війни, знятий з експлуатації. Виведений з експлуатації в 1993 році.                                                                       |
| CV-60                            |            | USS Saratoga (CV-60)               | Авіаносці типу «Форрестол»        | США               | 1955                                    | 1956                                    | не працює                                                           | Знятий з експлуатації у 1994 році. |
| CV-61                            |            | USS Ranger (CV-61)                 | Авіаносці типу «Форрестол»        | США               | 1957                                    | 1957                                    | не працює                                                           | Служив під час Холодної війни, знятий з експлуатації. |
| CV-62                            |            | USS Independence (CV-62)           | Авіаносці типу «Форрестол»        | США               | 1958                                    | 1959                                    | не працює                                                           | Останній авіаносець типу «Форрестал», знятий з експлуатації. |
| CV-63                            |            | USS Kitty Hawk (CV-63)             | Авіаносці типу «Кітті-Хок»        | США               | 1960                                    | 1961                                    | не працює                                                           | Служив до 2009 року, знятий з експлуатації. |
| CV-64                            |            | USS Constellation (CV-64)          | Авіаносці типу «Кітті-Хок»        | США               | 1961                                    | 1961                                    | не працює                                                           | Знятий з експлуатації у 2003 році. |
| CVN-65                           |            | USS Enterprise (CVN-65)            | Авіаносці типу «Ентерпрайз»       | США               | 1960                                    | 1961                                    | не працює                                                           | Перший атомний авіаносець, знятий з експлуатації у 2017 році. |
| CV-66                            |            | USS America (CV-66)                | Авіаносці типу «Кітті-Хок»        | США               | 1965                                    | 1965                                    | не працює                                                           | Використовувався під час Холодної війни, затоплений у 2005 році. |
| CV-67                            |            | USS John F. Kennedy (CV-67)        | Авіаносці типу «Кітті-Хок»        | США               | 1967                                    | 1968                                    | не працює                                                           | Знятий з експлуатації у 2007 році, очікує на перетворення на музей. |
| CVN-68                           |            | USS Nimitz (CVN-68)                | Авіаносці типу «Німіц»            | США               | 1972                                    | 1975                                    | на дійсній службі                                                   | Найстаріший діючий авіаносець, все ще на службі. |
| CVN-69                           |            | USS Dwight D. Eisenhower (CVN-69)  | Авіаносці типу «Німіц»            | США               | 1975                                    | 1977                                    | на дійсній службі                                                   | Служить у складі ВМС США. |
| CVN-70                           |            | USS Carl Vinson (CVN-70)           | Авіаносці типу «Німіц»            | США               | 1978                                    | 1982                                    | на дійсній службі                                                   | Брав участь у гуманітарних і бойових операціях. |
| CVN-71                           |            | USS Theodore Roosevelt (CVN-71)    | Авіаносці типу «Німіц»            | США               | 1980                                    | 1986                                    | на дійсній службі                                                   | Відомий за операції у багатьох регіонах світу. |
| CVN-72                           |            | USS Abraham Lincoln (CVN-72)       | Авіаносці типу «Німіц»            | США               | 1988                                    | 1989                                    | на дійсній службі                                                   | Відомий за гуманітарну допомогу та бойові операції. |
| CVN-73                           |            | USS George Washington (CVN-73)     | Авіаносці типу «Німіц»            | США               | 1990                                    | 1992                                    | на дійсній службі                                                   | Здійснював операції в Тихому океані та інших регіонах. |
| CVN-74                           |            | USS John C. Stennis (CVN-74)       | Авіаносці типу «Німіц»            | США               | 1993                                    | 1995                                    | на дійсній службі                                                   | Відомий за довгу службу у складі флоту США. |
| CVN-75                           |            | USS Harry S. Truman (CVN-75)       | Авіаносці типу «Німіц»            | США               | 1996                                    | 1998                                    | на дійсній службі                                                   | Активно бере участь у різних операціях. |
| CVN-76                           |            | USS Ronald Reagan (CVN-76)         | Авіаносці типу «Німіц»            | США               | 2001                                    | 2003                                    | на дійсній службі                                                   | Здійснює патрулювання у регіоні Тихого океану. |
| CVN-77                           |            | USS George H.W. Bush (CVN-77)      | Авіаносці типу «Німіц»            | США               | 2003                                    | 2009                                    | на дійсній службі                                                   | Найновіший авіаносець типу «Німіц». |
| CVN-78                           |            | USS Gerald R. Ford (CVN-78)        | Авіаносці типу «Джеральд Р. Форд» | США               | 09.11.2013                              | 22.07.2017                              | на дійсній службі                                                   | Перший авіаносець типу «Форд» із новітніми технологіями. Замінив старий авіаносець «Ентерпрайз» (CVN-65)                                                                                     |
| CVN-79                           |            | «Джон Ф. Кеннеді»                  | Авіаносці типу «Джеральд Р. Форд» | США               | 29.10.2019                              | ~2024                                   | Проходить випробування на замовлення                                | Замінив старий авіаносець «Німіц» (CVN-68) |
| CVN-80                           |            | «Ентерпрайз»                       | Авіаносці типу «Джеральд Р. Форд» | США               | ~2025                                   | ~2027                                   | у розробці Проєкт який виконується в металі(закладують будівництво) | Замінив старий авіаносець «Дуайт Ейзенхауер» (CVN-69) |
| CVN-81                           |            | «Доріс Міллер»                     | Авіаносці типу «Джеральд Р. Форд» | США               | ~2028                                   | ~2030                                   | Проєкт                                                              | Замінив старий авіаносець «Карл Вінсон» (CVN-70) |
| CVN-82                           |            |                                    | Авіаносці типу «Джеральд Р. Форд» | США               | ~2032                                   | ~2034                                   | Проєкт                                                              | Замінив старий авіаносець «Теодор Рузвельт» (CVN-71) |
| CVN-83                           |            |                                    | Авіаносці типу «Джеральд Р. Форд» | США               |                                         |                                         | Проєкт                                                              | Замінить старий авіаносець «Авраам Лінкольн» (CVN-72) |
| CVN-84                           |            |                                    | Авіаносці типу «Джеральд Р. Форд» | США               |                                         |                                         | Проєкт                                                              | Замінить старий авіаносець «Джордж Вашингтон» (CVN-73) |
| CVN-85                           |            |                                    | Авіаносці типу «Джеральд Р. Форд» | США               |                                         |                                         | Проєкт                                                              | Замінить старий авіаносець «Джон К. Стенніс» (CVN-74) |
| CVN-86                           |            |                                    | Авіаносці типу «Джеральд Р. Форд» | США               |                                         |                                         | Проєкт                                                              | Замінить старий авіаносець «Гаррі Трумен» (CVN-75) |
| CVN-87                           |            |                                    | Авіаносці типу «Джеральд Р. Форд» | США               |                                         |                                         | Проєкт                                                              | Замінить старий авіаносець «Рональд Рейган» (CVN-76) |
| Підводний човен                  |            |                                    |                                   |                   |                                         |                                         |                                                                     | |
| SSBN-731                         |            |                                    |                                   | США               |                                         |                                         |                                                                     | |
| SSBN-732                         |            |                                    |                                   | США               |                                         |                                         |                                                                     | |
| SSBN-733                         |            |                                    |                                   | США               |                                         |                                         |                                                                     | |
| SSBN-734                         |            |                                    |                                   | США               |                                         |                                         |                                                                     | |
| SSBN-735                         |            |                                    |                                   | США               |                                         |                                         |                                                                     | |
| SSBN-736                         |            |                                    |                                   | США               |                                         |                                         |                                                                     | |
| SSBN-737                         |            |                                    |                                   | США               |                                         |                                         |                                                                     | |
| SSBN-738                         |            |                                    |                                   | США               |                                         |                                         |                                                                     | |
| SSBN-739                         |            |                                    |                                   | США               |                                         |                                         |                                                                     | |
| SSBN-740                         |            |                                    |                                   | США               |                                         |                                         |                                                                     | |
| SSBN-741                         |            |                                    |                                   | США               |                                         |                                         |                                                                     | |
| Універсальний десантний корабель |            |                                    |                                   |                   |                                         |                                         |                                                                     | |
|                                  |            |                                    |                                   | США               |                                         |                                         |                                                                     | |
| Крейсер                          |            |                                    |                                   |                   |                                         |                                         |                                                                     | |
|                                  |            |                                    |                                   | США               |                                         |                                         |                                                                     | |
| Есмінець                         |            |                                    |                                   |                   |                                         |                                         |                                                                     | |
|                                  |            |                                    |                                   | США               |                                         |                                         |                                                                     | |
| Фрегат                           |            |                                    |                                   |                   |                                         |                                         |                                                                     | |
|                                  |            |                                    |                                   | США               |                                         |                                         |                                                                     | |
| Корвет                           |            |                                    |                                   |                   |                                         |                                         |                                                                     | |
|                                  |            |                                    |                                   | США               |                                         |                                         |                                                                     | |
| Ракетний катер                   |            |                                    |                                   |                   |                                         |                                         |                                                                     | |
|                                  |            |                                    |                                   | США               |                                         |                                         |                                                                     | |
| Патрульний катер                 |            |                                    |                                   |                   |                                         |                                         |                                                                     | |
|                                  |            |                                    |                                   | США               |                                         |                                         |                                                                     | |

## Історія

### Після холодної війни (1991 – дотепер)

#### Тенденції першої чверті ХХІ ст.
- У 2020 році ВМС США поступилися ВМС Китаю за кількістю кораблів. Сполучені Штати раніше мали звання найбільшого військово-морського флоту після того, як він випередив Королівський флот у 1943 році[2]. Флот скоротився з 333 кораблів до 272, але кількість кораблів, розгорнутих у морі, залишилася тою самою – близько 100 одиниць. Це означає, що кожен із кораблів флоту виконує на 20% більше роботи та розгортається на 20% частіше, ніж його попередники у 1998 році. Як наслідок, у середині 2017 року два кораблі ВМС ( катастрофа USS Fitzgerald[en] та USS John S. McCain) зазнали зіткнення з торговими суднами під час регулярних транзитів. Ні командири, ні старпоми не здобули спеціальної військово-морської освіти, штурманський досвід був майже нульовим[3][4][5].

- У січні 2022 року літак F-35C зі складу 147-ї винищувально-бомбардувальної ескадрильї VFA-147 авіації ВМС США зазнав удару під час приземлення на борт американського атомного авіаносця USS Carl Vinson (CVN-70) та впав за борт у Південно-Китайському морі[6].

- у 2021 фінансовому році флот США втратив майже 1500 днів через простої - еквівалент виводу зі складу флоту чотирьох АПЛ[7]. Багато фінансових, трудових та технологічних ресурсів поглинає підготовка до будівництва АПЛ стратегічного призначення типу Columbia[en][8]

- Продовжується розробка нових кораблів та озброєння, включаючи авіаносець класу Gerald R. Ford та бойовий корабель Littoral. Різке скорочення закупівлі есмінців класу Zumwalt через високі витрати спричинило новий акцент на протиповітряну та протиракетну оборону для більших бойових кораблів. Зрештою, ВМС вирішили модернізувати Тікондероги та закупити есмінці класу Арлі Берк III версії з покращеними характеристиками[en][9]. Якщо випробування складуться успішно, то вже під час будівництва головного DDG(X) на місці ЗРК з'являться бойові лазери потужністю по 600 кВт. Щоб інтенсифікувати роботи з лазерної зброї, 3 грудня 2021 року в каліфорнійському Центрі вивчення бойових дій та зброї ВМС США у Пойнт-Музі відбулася церемонія відкриття корпусу інтегрованої лабораторії систем спрямованої енергії DESIL (Directed Energy Systems Integration Laboratory). В січні 2022 року також було реорганізовано Дальгренівський відділ Військово-морського центру надводної війни[en].  Тепер дослідницький підрозділ спрямованої енергії займатиметься лазерами, а підрозділ високоенергетичних мікрохвильових систем – НВЧ-зброєю[10]

- Влітку 2018 році створено Army Futures Command (AFC), орієнтовану на майбутню готовність. У квітні 2021 р. AFC здійснила першу спробу інтеграції пілотованих та безпілотних засобів в оперативному сценарії для створення переваг у бойових діях на морі. БПЛА Vanilla продемонстрував 45-годинний 23-хвилинний політ без дозаправки з Пойнт-Мугу на навчання Тихоокеанського флоту (PACFLT) UxS IBP 2021[11][12]. У травні 2021 на чергування НАТО став флот дронів “Cosimo Di Palma” di Sigonella[13]. В листопада 2021 року на конференції HACKtheMACHINE: Unmanned, присвяченій розвитку безпілотних систем, фахівці дійшли висновку, що важливим компонентом успіху майбутніх військово-морських сил США є впровадження передових кіберфізичних технологій на невеликі, гнучкі та численні безпілотні автономні платформи, що володіють високою маневреністю, які можуть бути швидко побудовані та адаптовані до конкретних умов у більших кількостях і з набагато меншими витратами порівняно з більшими платформами (БЕК MQ-4C Triton[en], БЛА MQ-9B Sea Guardian(морська версія MQ-1 predator), АНПА CARINA, детальніше Ghost Fleet Overlord[en][14][15]

- Спільні російсько-китайські операції мають на увазі готовність обох наддержав співпрацювати, щоб обмежити владу очолюваного США порядку в АТР (навчання Large-Scale Exercise[en], Agile Dagger та RIMPAC). 23 жовтня 2021 року ВМС РФ та КНР провели перше в історії спільне патрулювання[16]. Брали участь по п'ять бойових кораблів кожного флоту, у тому числі два есмінці, два корвети і командний корабель. Патруль пройшов протока Цугару.

## Пункти базування
Атлантичне узбережжя США:
Командування сил флоту США
Норфолк - головна база Командування сил флоту США
Літл-Крік (Амфібійна)
Мейпорт
Кінгс-бей
Рота (передова)
Неаполь (передова)
Пункти базування
Кі-Уест
Гуантанамо
Тихоокеанський флот
Сан-Дієго
Бремертон
Бангор
Коронадо (Амфібійна)
Перл-Харбор - головна база Тихоокеанського флоту США
Апра (передова)
Йокосука (передова)
пункти базування
Бахрейн (Центральне командування)

## Бойові кораблі

#### Атомні багатоцільові авіаносці
- тип «Німіц»» (Nimitz) — 10
  - CVN-68 «Німіц» (Nimitz), 1975 
  - CVN-69 «Двайт Д. Айзенгавер» (Dwight D. Eisenhower), 1977 
  - CVN-70 «Карл Вінсон» (Carl Vinson), 1982 
  - CVN-71 «Теодор Рузвельт» (Theodore Roosevelt), 1986 
  - CVN-72 «Авраам Лінкольн» (Abraham Lincoln), 1989 
  - CVN-73 «Джордж Вашинґтон» (George Washington), 1992 
  - CVN-74 «Джон К. Стенніс» (John C. Stennis), 1995 
  - CVN-75 «Гарі С. Трумен» (Harry S. Truman), 1998 
  - CVN-76 «Рональд Рейган» (Ronald Reagan), 2003 
  - CVN-77 «Джордж Г. В. Буш» (George H. W. Bush), 2009
- тип «Джеральд Р. Форд» (Gerald R. Ford) — 1од
  - CVN-78 «Джеральд Р. Форд» (Gerald R. Ford), 2017

#### Крейсери
- тип «Тікондерога» - 22
  - CG-52 «Банкер Хілл» (Bunker Hill), 1986
  - CG-53 «Мобіл Бей» (Mobile Bay), 1987
  - CG-54 «Ентітем» (Antietam), 1987
  - CG-55 «Лейте Галф» (Leyte Gulf), 1987
  - CG-56 «Сан Джасінто»  (San Jacinto), 1988
  - CG-57 «Лейк Чемплейн» (Lake Champlain), 1988
  - CG-58 «Філіппін Сі» (Philippine Sea), 1989
  - CG-59 «Прінстон» (Princeton), 1989
  - CG-60 «Норманді» (Normandy), 1989
  - CG-61 «Монтерей» (Monterey), 1990
  - CG-62 «Ченселорвіл» (Chancellorsville), 1989
  - CG-63 «Каупенс» (Cowpens), 1991
  - CG-64 «Геттисберг» (Gettysburg), 1991
  - CG-65 «Чосін» (Chosin), 1991
  - CG-66 «Хью Сіті» (Hue City), 1991
  - CG-67 «Шайло» (Shiloh), 1992
  - CG-68 «Анціо» (Anzio), 1992
  - CG-69 «Віксбург» (Vicksburg), 1992
  - CG-70 «Лейк Эрі» (Lake Erie), 1993
  - CG-71 «Кейп Сент-Джордж» (Cape St. George), 1993
  - CG-72 «Велла Галф» (Vella Gulf), 1993
  - CG-73 «Порт Ройял» (Port Royal), 1994

#### Ескадрені міноносці
- тип «Арлі Берк» - 69
  - DDG-51 «Арлі Берк» (Arleigh Burke), 1991
  - DDG-52 «Беррі» (Barry), 1992
  - DDG-53 «Джон Пол Джонс» (John Paul Jones),1993
  - DDG-54 «Кертіс Вілбур» (Curtis Wilbur), 1994
  - DDG-55 «Стаут» (Stout), 1994
  - DDG-56 «Джон С. Маккейн» (John S. McCain), 1994
  - DDG-57 «Мітчер» (Mitscher), 1994
  - DDG-58 «Лабун» (Laboon), 1995
  - DDG-59 «Рассел» (Russell), 1995
  - DDG-60 «Пол Гамільтон» (Paul Hamilton), 1995
  - DDG-61 «Ремедж» (Ramage), 1995
  - DDG-62 «Фіцжеральд» (Fitzgerald), 1995
  - DDG-63 «Стетем» (Stethem), 1995
  - DDG-64 «Карні» (Carney), 1996
  - DDG-65 «Бенфолд» (Benfold), 1996
  - DDG-66 «Гонзалес» (Gonzalez), 1996
  - DDG-67 «Коул» (Cole), 1996
  - DDG-68 «Салліванс» (The Sullivans). 1997
  - DDG-69 «Мілліус» (Milius), 1996
  - DDG-70 «Хоппер» (Hopper), 1997
  - DDG-71 «Росс» (Ross), 1997
  - DDG-72 «Мехен» (Mahan), 1998
  - DDG-73 «Дікейтор» (Decatur), 1998
  - DDG-74 «Мак'Фол» (McFaul), 1998
  - DDG-75 «Дональд Кук» (Donald Cook), 1998
  - DDG-76 «Нігінс» (Higgins), 1999
  - DDG-77 «О'Кейн» (O'Kane), 1999
  - DDG-78 «Портер» (Porter), 1999
  - DDG-79 «Оскар Остін» (Oscar Austin), 2000
  - DDG-80 «Рузвельт» (Roosevelt), 2000
  - DDG-81 «Вінстон Черчилль» (Winston Churchill), 2001
  - DDG-82 «Лассен» (Lassen), 2001
  - DDG-83 «Говард» (Howard), 2001
  - DDG-84 «Балклі» (Bulkeley), 2001
  - DDG-85 «Мак'Кембелл» (McCampbell), 2002
  - DDG-86 «Шоуп» (Shoup), 2002
  - DDG-87 «Мейсон» (Mason), 2003
  - DDG-88 «Пребл» (Preble), 2002
  - DDG-89 «Мастін» (Mustin), 2003
  - DDG-90 «Чейфі» (Chafee), 2003
  - DDG-91 «Пінкні» (Pinckney), 2004
  - DDG-92 «Момсен» (Momsen), 2004
  - DDG-93 «Чан-хун» (Chung-Hoon), 2004
  - DDG-94 «Нітце» (Nitze), 2005
  - DDG-95 «Джеймс Е. Вільямс» (James E. Williams), 2004
  - DDG-96 «Бейнбрідж» (Bainbridge), 2005
  - DDG-97 «Голсі» (Halsey), 2005
  - DDG-98 «Форрест Шерман» (Forrest Sherman), 2006
  - DDG-99 «Фарргут» (Farragut), 2006
  - DDG-100 «Кідд» (Kidd), 2007
  - DDG-101 «Грідлі» (Gridley), 2007
  - DDG-102 «Сампсон» (Sampson), 2007
  - DDG-103 «Тракстан» (Truxtun), 2009
  - DDG-104 «Стерет» (Sterett), 2008
  - DDG-105 «Дьюі» (Dewey), 2010
  - DDG-106 «Стоктейл» (Stockdale), 2009
  - DDG-107 «Грейвелі» (Gravely), 2010
  - DDG-108 «Вейн Е.Мейєр » (Wayne E. Meyer), 2009
  - DDG-109 «Джейсон Дейхем» (Jason Dunham), 2010
  - DDG-110 «Вільям П. Лоуренс» (William P. Lawrence), 2011
  - DDG-111 «Спрюєнс» (Spruance), 2011
  - DDG-112 «Майкл Мерфі» (Michael Murphy), 2012
  - DDG-113 «Джон Фінн» (John Finn), 2016
  - DDG-114 «Ральф Джонсон» (Ralph Johnson), 2017[17]
  - DDG-115 «Рафаель Перальта» (Rafael Peralta), 2017
  - DDG-116 «Томас Хаднер» (Thomas Hudner), 2018
  - DDG-117 «Пол Ігнасіус» (Paul Ignatius), 2019[18]
  - DDG-118 «Даніель Іноуї» (Daniel Inouye), 2021
  - DDG-119 «Делберт Д. Блек» (Delbert D. Black), 2020
- тип «Замволт» - 2
  - DDG-1000 «Замволт» (Zumwalt), 2016
  - DDG-1001 «Майкл Монсур» (Michael Monsoor), 2018[19]

Кораблі прибережної зони
- тип «Фрідом» (Freedom) — 10
  - LCS-1 «Фрідом» (Freedom), 2008
  - LCS-3 «Форт Ворф» (Fort Worth), 2012
  - LCS-5 «Мілвокі» (Milwaukee), 2015
  - LCS-7 «Детройт» (Detroit), 2016
  - LCS-9 «Літл-Рок» (Little Rock), 2017
  - LCS-11 «Сіу-Сіті» (Sioux City), 2018
  - LCS-13 «Вічита» (Wichita), 2018
  - LCS-15 «Біллінгс» (Billings), 2019
  - LCS-17 «Індіанаполіс» ( Indianapolis), 2019
  - LCS-19  «Сент-Луїс» (St. Louis), 2020
  - LCS-21 «Міннеаполіс-Сент пол» (Minneapolis-Saint Paul), 2019
- тип «Індепенденс» (Independence) — 12
  - LCS-2 «Индепенденс» (Independence), 2010
  - LCS-4 «Коронадо» (Coronado), 2014
  - LCS-6 «Джексон» (Jackson), 2015
  - LCS-8 «Монтгомері» (Montgomery), 2016
  - LCS-10 «Габрієль Гіффордс» (Gabrielle Giffords), 2017
  - LCS-12 «Омаха» (Omaha), 2017
  - LCS-14 «Манчестер» (Manchester), 2018
  - LCS-16 «Талса» (Tulsa), 2018
  - LCS-18 «Чарльстон» (Charleston), 2018
  - LCS-20 «Цинциннаті» (Cincinnati), 2019
  - LCS-22 «Канзас-сіті» (Kansas City), 2020 [20]
  - LCS-24 «Окленд» (Oakland), 2020[21]

Патрульні кораблі
тип «Циклон» (Cyclone) — 13
- PC-2 «Темпест» (Tempest), 1993, 2008
- PC-3 «Харрікейн» (Hurricane), 1993
- PC-4 «Монсун» (Monsoon), 1994
- PC-5 «Тайфун» (Typhoon), 1994
- PC-6 «Сірокко» (Sirocco), 1994
- PC-7 «Скволл» (Squall), 1994
- PC-8 «Зефір» (Zephyr), 1994, 2011
- PC-9 «Чинук» (Chinook), 1995
- PC-10 «Файрболт» (Firebolt), 1995
- PC-11 «Вайрлвінд» (Whirlwind), 1995
- PC-12 «Тандерболт» (Thunderbolt), 1995
- PC-13 «Шамал» (Shamal), 1996
- PC-14 «Торнадо» (Tornado), 2000

## Підводний флот
У складі підводного флоту США є (на 2020 р.):
14 ракетних підводних крейсерів стратегічного призначення (ПЧАРБ) третього покоління типу «Огайо» (Ohio)
4 стратегічних АПЧ з крилатими ракетами (ПЧАРК) типу «Огайо»
32 багатоцільових АПЧ (МПЧАТРК) типу «Лос-Анджелес» (Los Angeles)
3 багатоцільових АПЧ четвертого покоління типу «Сивулф» (Seawolf, проєкт закритий)
19 багатоцільових АПЧ четвертого покоління типу «Вірджинія» (Virginia)

## Інші
Штабні кораблі десантних сил
тип «Блю Рідж» (Blue Ridge) — 2
- LCC-19 «Блю Ридж» (Blue Ridge), 1970 г.
- LCC-20 «Маунт Вітні» (Mount Whitney), 1971 г.

Універсальні десантні кораблі
тип «Уосп» (Wasp) — 8
- LHD-1 «Уосп» (Wasp), 1989
- LHD-2 «Ессекс» (Essex), 1992
- LHD-3 «Кирсардж» (Kearsarge), 1993
- LHD-4 «Боксер» (Boxer), 1995
- LHD-5 «Батаан» (Bataan), 1997
- LHD-6 «Боном Річард» (Bonhomme Richard), 1998
- LHD-7 «Іодзіма» (Iwo Jima), 2001
- LHD-8 «Макін Айленд» (Makin Island), 2009

тип «Америка» (America) — 2
- LHA-6 «Америка» (America), 2014
- LHA-7 «Тріполі» (Tripoli), 2020[23]

Десантно-вертолітні кораблі-доки
тип «Сан-Антоніо» (San Antonio) — 11
- LPD-17 «Сан-Антоніо» (San Antonio), 2006
- LPD-18 «Нью Орлеан» (New Orleans), 2007
- LPD-19 «Меса Верде» (Mesa Verde), 2007
- LPD-20 «Грін Бей» (Green Bay), 2009
- LPD-21 «Нью Йорк» (New York), 2009
- LPD-22 «Сан Дієго» (San Diego), 2012
- LPD-23 «Анкоридж» (Anchorage), 2013
- LPD-24 «Арлінгтон» (Arlington), 2013
- LPD-25 «Сомерсет» (Somerset), 2014
- LPD-26 «Джон П. Мурта» (John P. Murtha), 2016
- LPD-27 «Портленд» (Portland), 2018

Десантні транспорти-доки
тип «Відбі Айленд» (Whidbey Island) — 8
- LSD-41 «Відбі Айленд» (Whidbey Island), 1985
- LSD-42 «Германтаун» (Germantown), 1986
- LSD-43 «Форт Мак’Генрі» (Fort McHenry), 1987
- LSD-44 «Ґанстон-голл» (Gunston Hall), 1989
- LSD-45 «Комсток» (Comstock), 1990
- LSD-46 «Тортуга» (Tortuga), 1990
- LSD-47 «Рашмор» (Rushmore), 1991
- LSD-48 «Эшлэнд» (Ashland), 1992

тип «Гарперс Феррі» (Harpers Ferry) — 4
- LSD-49 «Гарперс Феррі» (Harpers Ferry), 1995
- LSD-50 «Картер Холл» (Carter Hall), 1995
- LSD-51 «Оук Гілл» (Oak Hill), 1996
- LSD-52 «Перл-Гарбор» (Pearl Harbor), 1998

Мінно-тральні кораблі
тип «Евенджер» (Avenger) — 11
- MCM-3 «Сентрі» (Sentry), 1989
- MCM-4 «Чемпіон» (Champion), 1991
- MCM-6 «Девастейтор» (Devastator), 1990
- MCM-7 «Петріот» (Patriot), 1991
- MCM-8 «Скаут» (Scout), 1990
- MCM-9 «Піонер» (Pioneer), 1992
- MCM-10 «Ворріор» (Warrior), 1993
- MCM-11 «Гладіатор» (Gladiator), 1993
- MCM-12 «Ардент» (Ardent), 1994
- MCM-13 «Декстроус» (Dextrous), 1994
- MCM-14 «Чиф» (Chief), 1994

Фрегат першого класу
USS Constitution — 1

## Авіація у складі ВМС США
Палубна авіація:
- F/A-18 Hornet
- F/A-18E/F Super Hornet
- E-2 Hawkeye
- V-22 Osprey

Авіація зв'язку та повітряні командні пункти
- Boeing E-6

Гелікоптери
- SH-60 Seahawk
- CH-53 Sea Stallion
- UH-2 Seasprite

## Військові звання ВМС США
|  |  |  |  |  |

| Капітан | Командер | Лейтенант-командер | Лейтенант | Молодший лейтенант | Енсін |
| O-6     | O-5      | O-4                | O-3       | O-2                | O-1   |
| ------- | -------- | ------------------ | --------- | ------------------ | ----- |
|         |          |                    |           |                    |       |

|  |  |  |  |  |

|  |  |  |  |  |  |  |

| Петті-офіцер I класу | Петті-офіцер ІІ класу | Петті-офіцер ІІІ класу | Матрос | Молодший матрос | Матрос (рекрут) |
| E-6                  | E-5                   | E-4                    | E-3    | E-2             | E-1             |
| -------------------- | --------------------- | ---------------------- | ------ | --------------- | --------------- |
|                      |                       |                        |        |                 | Немає відзнаки  |

## Інтернет
- Офіційний сайт ВМС США [Архівовано 4 січня 1997 у Wayback Machine.](англ.)